# Kim Dae-wook
Kim Dae-wook (en hangul, 김대욱; en hanja, 金 大福; nacido el 23 de noviembre de 1987)  es un futbolista surcoreano. Juega de defensa y su equipo actual es el FC Anyang de la K League Challenge de Corea del Sur.

## Trayectoria
| Club            | País          | Año             |
| --------------- | ------------- | --------------- |
| Daejeon Citizen | Corea del Sur | 2010            |
| Gyeongju KHNP   | Corea del Sur | 2013            |
| Auckland City   | Nueva Zelanda | 2014 - 2018     |
| FC Anyang       | Corea del Sur | 2018 - Presente |

## Palmarés

### Títulos nacionales
| Título          | Club          | País          | Año  |
| --------------- | ------------- | ------------- | ---- |
| ASB Premiership | Auckland City | Nueva Zelanda | 2014 |
| ASB Premiership | Auckland City | Nueva Zelanda | 2015 |
| Charity Cup     | Auckland City | Nueva Zelanda | 2015 |

### Títulos internacionales
| Título                      | Club (*)      | Sede     | Año  |
| --------------------------- | ------------- | -------- | ---- |
| Liga de Campeones de la OFC | Auckland City | Auckland | 2014 |
| Liga de Campeones de la OFC | Auckland City | Suva     | 2015 |
| Liga de Campeones de la OFC | Auckland City | Auckland | 2016 |

(*) Incluyendo la selección